# Thyretes phasma
Thyretes phasma là một loài bướm đêm thuộc phân họ Arctiinae, họ Erebidae.